# Mark VII (Panzer)

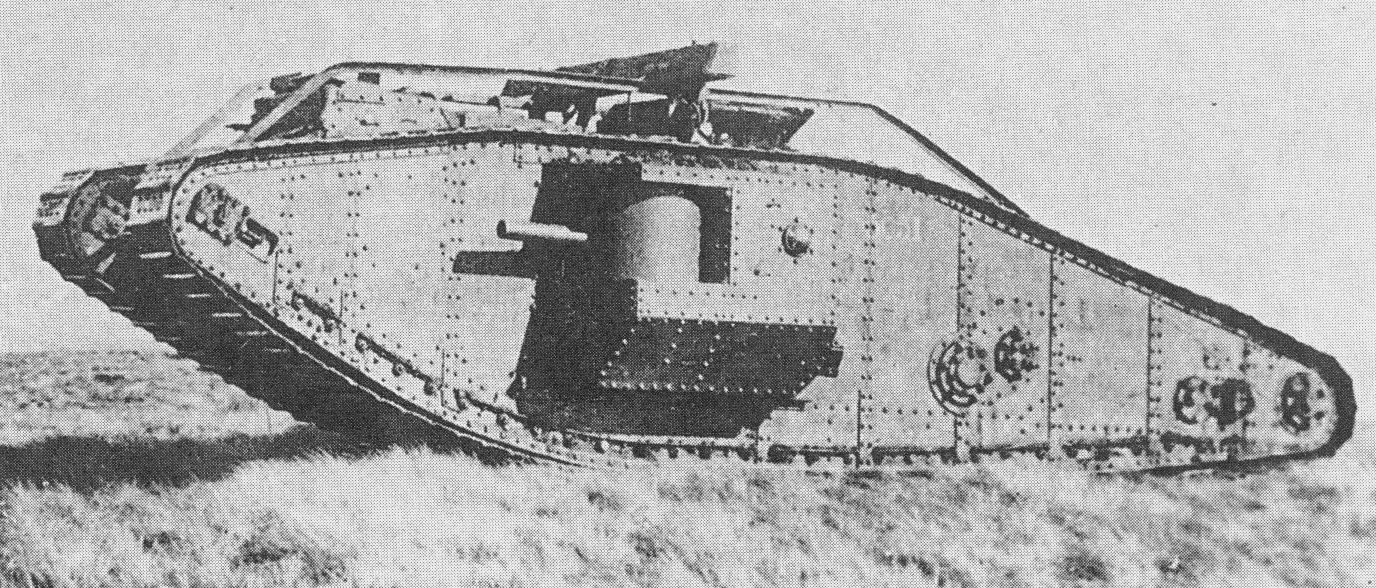
Mark VII im Jahr 1918

Der Mark VII war ein britischer Panzer des Ersten Weltkriegs.
Er war eine Weiterentwicklung des Mark II, von dem er sich durch ein geringfügig verlängertes Chassis unterschied.
Einer der Mark II, die als Testfahrzeug verwendet wurden, hatte eine hydraulische Kraftübertragung. Im Oktober 1917 wurde mit Brown Brothers in Edinburgh ein Vertrag zur Weiterentwicklung dieser Technologie geschlossen. Im Juli 1918 war der Prototyp fertig. Sein Antriebssystem war sehr komplex. Der Motor trieb über ein Regelgetriebe die Pumpen an, die ihrerseits zwei Williams-Janney Hydraulikmotoren antrieben. Jeder der Hydraulikmotoren trieb eine Panzerkette an. Wegen der offensichtlichen Gefahr der Überhitzung gab es viele Gebläse, Lüftungsschlitze und Kühler. Die Steuerung war einfach und nur stufenweise möglich. Ein Panzerbataillon sollte mit diesem Modell ausgerüstet werden.
Drei Stück (von 74 bestellten Exemplaren) waren bis Kriegsende fertiggestellt.
Es sind keine Mark VII erhalten geblieben.

## Sonstiges
„Mark VII“ hieß auch die wohl meistverwendete britische Wasserbombe im Zweiten Weltkrieg.